# Quadrelli (Montecastrilli)
Quadrelli è una frazione del comune di Montecastrilli, in provincia di Terni.
Il paese si trova ad un'altezza di 373 m s.l.m. e secondo il censimento Istat 2001 risulta abitato da 549 residenti.
Inoltre è importante citare “Quadrelli Scalo” che, ad oggi, ancora non viene considerata parte integrante della realtà Quadrellana.

## Origini del nome
La denominazione potrebbe derivare dalla sua vicinanza alla principale porta del borgo recante lo stemma della città di Todi. La torre della Portella, alta circa 20 metri, termina con tetto ad una falda sovrastato da un campaniletto a vela; sopra l'arco della porta vi è l'aquila Tuderte, che tiene negli artigli un quadrello. Sulle sue cinque pareti, arricchite da cornici orizzontali si aprono piccole feritoie per scopi difensivi. Dalla sommità del lato sud si potevano tenere sotto controllo visivo i confini con Portaria, Sangemini e Narni. Inoltre da qui era assicurato il controllo dei transiti sull'antiva Via Ulpiana (oggi strada delle Sette Valli) che collegava Sangemini a Todi.

## Storia
Varie teorie si fronteggiano sull'origine di Quadrelli e il suo nome. Secondo la prima il Castello deriverebbe la sua denominazione dal tipo di dardi, per l'appunto di forma quadrata, che qui venivano prodotti e dati in dotazione alle milizie; ancora oggi, sopra l'arco della porta sud-ovest detta "Portella", vi è l'aquila Tuderte che tiene negli artigli un "Quadrello". Poiché lo stesso stemma si trova anche sulle altre fondazioni tuderti (si tratta dello stemma di Todi) si capisce che l'ipotesi non regge. 
La seconda teoria vorrebbe che il nome sia un derivato della forma quadrata del Castello con quattro torri ai vertici, appunto "quater turellis". La terza ed anche la più arcaica fa' derivare il nome dalla forma quadrata dell'antica costruzione Protocelta-Umbra del Santuario (Melanon) e dei piccoli quadrilateri votivi su cui poggiano sia il Castello che la Chiesa.
Ipotesi più sensate fanno risalire il nome ad un tipo di laterizio (forse in tempi antichi esistevano fornaci per la fabbricazione di questo tipo di materiali) o al tipo particolare di divisione degli appezzamenti terrieri circostanti.
È dato per certo, che Quadrelli fu base e santuario degli antichi Umbri, da dove dominavano le vallate circostanti. Questi erano poi, agevolati dal fatto di essere anche vicinissimi all'antica città "Carus Suines", divenuta in seguito romana con il nome di " Carsulae ". Quadrelli ha oggi un aspetto tipicamente medioevale. È infatti questo il periodo in cui divenne una fortificazione per parte degli Arnolfi, ed in seguito fu teatro di molte vicende. Fu, come già detto, costruita sulle rovine di insediamenti preesistenti; di ciò se ne hanno ampie testimonianze, numerosi sono i cippi funerari di tipo protocelta (raffigurazioni di asce bipenne con al centro scolpite le porte dell'Ade), sparsi per il paese e inseriti nel muro della chiesa parrocchiale. Quadrelli venne conquistata da Todi  quando questa città ebbe la possibilità di ampliare il proprio territorio fino ai Monti Martani, essendo stata la città di Carsulae prima saccheggiata dai barbari e poi definitivamente distrutta da un violento terremoto (più propriamente uno sprofondamento di vaste proporzioni). Il castello di Quadrelli fu donato in feudo da Ottone I di Germania al conte Arnolfo, suo intimo e consigliere, il 13 di febbraio del 962 e fece così parte delle Terre Arnolfe. Il castello fino dal Medioevo era poco popolato, facendo centoventisei fuochi (nuclei familiari). Appartenne al territorio Todino e Todi vi teneva un castellano, che nel 1427 era tale Giovanni Augurelli.
Nel 1428 era castellano Freduccio Berardelli e nel 1431 Bonifacio Ceccolini. Nel 1472 Quadrelli fu devastato e incendiato dalle truppe di opposte fazioni. Nei pressi di questo castello vi erano due chiese: una curata detta di Santa Maria, l'altra pievania detta di Santa Croce. Nel 1472 venne in Todi il vescovo di Crotone, Monsignor Campano, per cercare di pacificarne le fazioni. Ma i Chiaravalle Ghibellini, fra cui il più solerte di essi Matteo Canale, loro capo, uscirono di città e si appressarono a questo castello, lo assediarono, lo occuparono e ne devastarono le campagne. Il vescovo vi mandò sue milizie, che ripresero il castello e lo scaricarono. Matteo Canale però riuscì a fuggire. Nel 1522 accadde qui un altro fatto d'armi fra Camillo Orsini e Augusto degli Atti. Questi, ferito, si rifugiò in Todi con la sua gente. La nobile famiglia todina De' Stefanucci vi aveva la sua casa di campagna; i loro beni passarono ai marchesi Canali di Rieti. Dall'originaria fortificazione rimane, tra le altre ancora presenti, una torre a pianta pentagonale, costruita con materiale di spoglio dell'antica città di Carsuale, detta della "Portella".

## Monumenti e luoghi d'arte

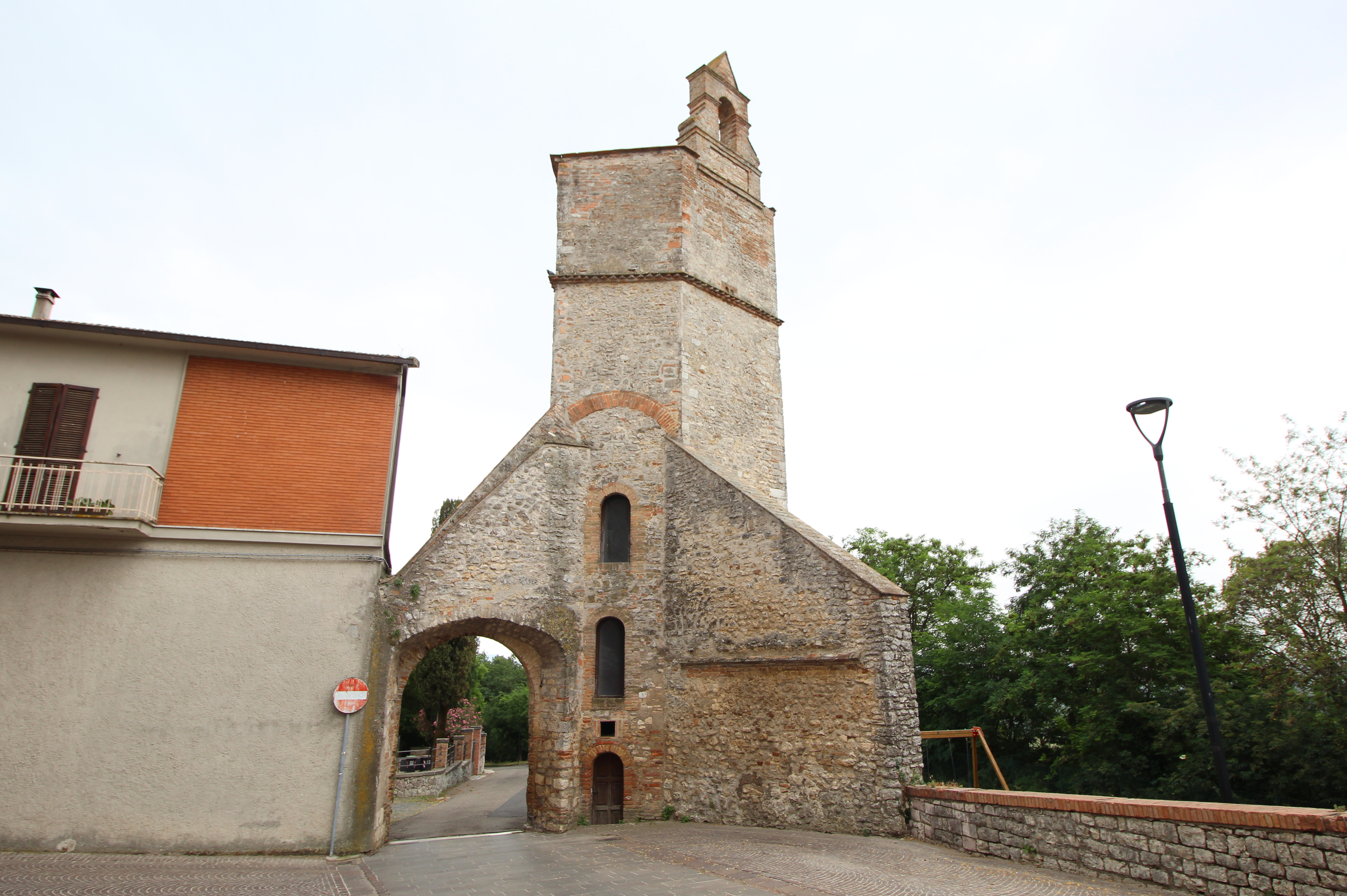
La torre della Portella

- La Chiesa di Santa Maria Assunta, opera romanica di ottima fattura il cui interno fu completamente ristrutturato nel XVIII secolo.
- La chiesa della Confraternita del Santo Rosario che risale al XVII secolo (sui battenti della porta è incisa la data 1616) conserva all'altare una pala di Bartolomeo Barbiani con la Madonna col Bambino e San Carlo Borromeo, firmata e datata 1619.[2]
- Il Crocefisso
- La Madonnuccia
- Spicca su tutto, il potente palazzo dei marchesi Canali (discendenti dei Chiaravalle). Di questa famiglia è il Cardinal Nicola morto nel 1961.

## Feste popolari
Il secondo sabato di giugno si svolge il Trenino del Gusto, cena in varie tappe per le vie del paese.
Nel mese di agosto, dal 1 al 15, si svolgono i festeggiamenti del "Ferragosto a... Quadrelli", tradizionale festa paesana, nell'ambito della quale viene organizzata la caratteristica taverna all'aperto con piatti tipici locali le cui specialità sono le Rane Fritte e gli Gnocchi al Sugo di Castrato.